# Medal of Honor: Rising Sun

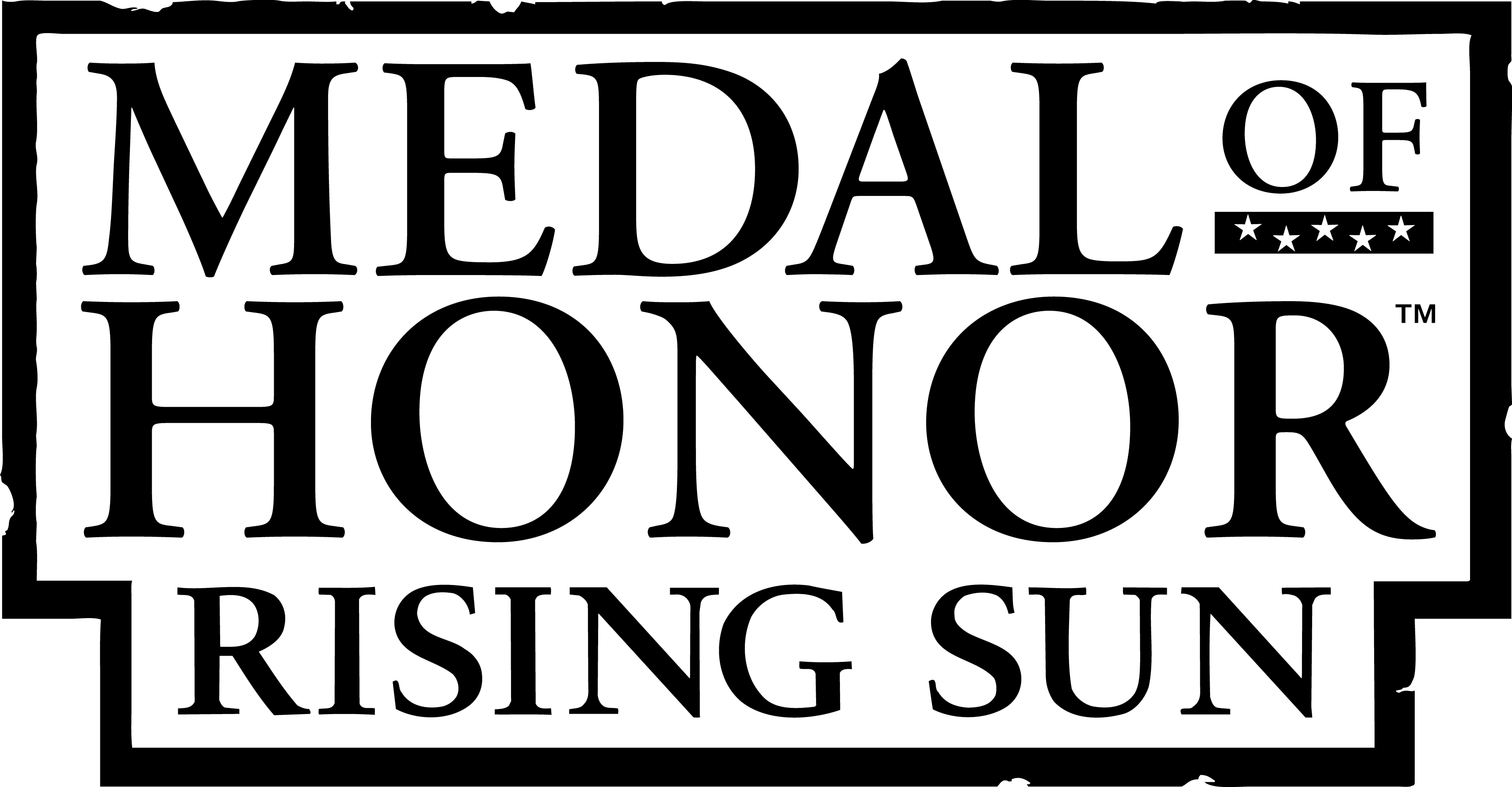
Logo Medal of Honor: Rising Sun

Medal of Honor: Rising Sun – piąta część serii Medal of Honor stworzona przez Danger Close Games i wydana przez Electronic Arts w 2003 roku. W rozgrywce jednoosobowej gracz wciela się w kaprala Josepha Griffina z amerykańskiej piechoty morskiej.